# Liste der Kulturdenkmäler in Gau-Algesheim
In der Liste der Kulturdenkmäler in Gau-Algesheim sind alle Kulturdenkmäler der rheinland-pfälzischen Stadt Gau-Algesheim aufgeführt. Grundlage ist die Denkmalliste des Landes Rheinland-Pfalz (Stand: 3. April 2024).

## Denkmalzonen
| Bezeichnung                             | Lage                                                                                                  | Baujahr                 | Beschreibung | Bild                           |
| --------------------------------------- | --- | ----------------------- | --- | ------------------------------ |
| Denkmalzone Alter christlicher Friedhof | Schulstraße Lage                                                                                      | 1829                    | heute Eickemeyer-Park; 1829 eröffnet, bis etwa 1883 belegt, verkleinert und 1955 zur Parkanlage umgestaltet; alter Baumbestand; im westlichen Teil Gruppe von dreizehn spätklassizistischen Sandsteingrabmälern: - Grabmal Quirin Ewen († 1846): über Pyramidenstumpf aufragendes Kreuz mit verwittertem Korpus; ursprünglich Kreuzigungsgruppe (Assistenzfiguren jetzt in der Leichenhalle des neuen Friedhofs) - Grabmal Valentin Kaiser († 1841): Cippus mit gusseisernem Kreuz - Grabmal Johann Kleisinger († 1863): gotisierend mit Reliefs - Grabmal Johann Anton Waldeck († 1876), außerdem nachträglich zwei Priestern gewidmet: gotisierende Stele mit Relief des Guten Hirten - Grabmäler Theobald Mayer († 1840) und Philipp Zimmer († 1861): jeweils mit Handwerkerzeichen - anonymes Grabmal, letztes Viertel des 19. Jahrhunderts: mächtiger Eichenstumpf - Kriegerdenkmal 1914/18 in der Mittelachse des Friedhofs: offenes Bruchsteinoktogon mit rundbogigen Arkaden, 1931; Neugestaltung 1960: mittig monumentale Dornenkrone im Bronzeguss als Sinnbild des menschlichen Leids im Kriege | weitere Bilder Fotos hochladen |
| Denkmalzone Marktplatz                  | Marktplatz 1–10, Flösserstraße 2, Kloppgasse 1, 2, Langgasse 1, Neugasse 1, 2, 3, 5, Weingasse 1 Lage |                         | Marktplatz mit Rathaus und neugotischer katholischer Pfarrkirche sowie hier und in anschließenden Straßen Ackerbürgerhäuser mit anspruchsvollen Fassaden (barock und spätklassizistisch) | weitere Bilder Fotos hochladen |
| Denkmalzone Schloss Ardeck              | Schloßgasse 12 Lage                                                                                   | vor dem 15. Jahrhundert | hervorgegangen aus von Mainzer Erzbischöfen gegründeter, 1112 genannter Wasserburg; erhalten die im Kern spätgotische ehemalige Amtskellerei: stattlicher Putzbau, teilweise vor dem 15. Jahrhundert, mit drei Türmen, Umbau mit Treppengiebeln im 19. Jahrhundert; Grabenmauern in Teilen erhalten | Fotos hochladen                |
| Denkmalzone Jüdischer Friedhof          | nordöstlich der Stadt; Flur Am Judensand Lage                                                         | 1358                    | 1358 genannt, bis in die 1930er Jahre belegt; Einfriedungsmauer mit Tor, über 30 Grabsteine von der ersten Hälfte des 19. bis ins frühe 20. Jahrhundert | weitere Bilder Fotos hochladen |
| Denkmalzone Friedhof Laurenziberg       | Laurenziberg, südlich des Weilers an einem Feldweg; Flur Vor dem neuen Hof Lage                       | 1851                    | 1851 angelegt, mit teilweise erhaltener Umfriedung; am Nordrand: - Grabmal Jakob Heinrich Bang († 1857): sechsseitige Rotsandsteinstele mit Rundbogenfries, Sockel mit Emblem aus Bienenkorb und Pflug - Grabmal Johann Zelt († 1890): Obelisk - Grabmal (…) Maria Rang (um 1860): Figur auf hoher Stele - Grabmal Karl Ludwig Huf († 1863): Cippus mit Obelisk außerdem: - Grabmal Margaretha Bolle († 1871): spätklassizistisch mit Bekrönung - Grabmal Margaretha Zelt († 1878): Säule mit Blütenkranz und Draperie - anonym Grabmal (um 1890): Urnenbekrönung - Grabmal Christoph Zelt († 1898): gründerzeitliche Stele | weitere Bilder Fotos hochladen |

## Einzeldenkmäler
| Bezeichnung                                   | Lage                                                   | Baujahr                            | Beschreibung | Bild                           |
| --------------------------------------------- | ------------------------------------------------------ | ---------------------------------- | --- | ------------------------------ |
| Stadtbefestigung                              |                                                        | 1344                               | von der etwa ovalen, turmbewehrten Ringmauer (Graben 1344 genannt, Mauer 1360 noch im Bau) erhalten: spätmittelalterlicher Graulturm mit geringem Stadtmauerrest, Ruine des Kamp’schen Turms und teilweise erhaltener Ringmauerabschnitt mit verfülltem Stadtgraben | weitere Bilder Fotos hochladen |
| Heljerhaisje                                  | Appenheimer Straße Lage                                | erste Hälfte des 18. Jahrhunderts  | Wegekapelle; spätbarocker Putzbau, Muttergotteskulptur, erste Hälfte des 18. Jahrhunderts | Fotos hochladen                |
| Schulhaus                                     | Appenheimer Straße 4 Lage                              | 1909–10                            | repräsentativer Bruchsteinbau im Heimatstil, bezeichnet 1909–10, Architekt Hans Baptist Becker, Darmstadt | Fotos hochladen                |
| Kamp’scher Turm                               | Badstube, hinter Nr. 5 Lage                            | 14. Jahrhundert                    | Ruine des Kamp’schen Turms der spätmittelalterlichen Stadtbefestigung; rechteckiger Bruchsteinbau | BW                             |
| Stadtmauer                                    | Badstube, hinter Nr. 7–15 (ungerade Nummern) Lage      | 14. Jahrhundert                    | Ringmauerabschnitt der spätmittelalterlichen Stadtbefestigung; der ehemalige Stadtgraben trotz Auffüllung erkennbar | Fotos hochladen                |
| Skulptur                                      | Bahnhofstraße, bei Nr. 8 Lage                          | 1742                               | Hl. Johann von Nepomuk, Kopie der barocken Figur von 1742 | Fotos hochladen                |
| Weingut Hessel                                | Bahnhofstraße 16 Lage                                  | 1870                               | Winzerhof; spätklassizistisches Wohnhaus und Kelterhaus, Bruchstein, 1870, Architekt Reinhardt | Fotos hochladen                |
| Friedhofskreuz und Grabmäler                  | Bergstraße, auf dem neuen christlichen Friedhof Lage   |                                    | Friedhof 1883 angelegt - Blickpunkt der Hauptachse: Friedhofskreuz mit Korpus von 1882 - in der Mitte der Anlage: Gruftkapelle der Familie Avenarius, um 1920, neuklassizistischer Kubus, an der Rückwand Bildnisköpfe Richard († 1917) und Angelika Avenarius († 1910) von 1912; - Grabmal Franz Joseph Hassemer († 1909): Kreuz über Felssockel, daneben Galvanoplastik eines Todesengels, Einfriedung - Grabmal Georg Presser († 1898): klassizierende Granitstele mit Relief des Todesengels - Grabmal Familie Quirin Feser, um 1900: Galvanoplastik des segnenden Christus nach Bertel Thorvaldsen - Grabmal Familie Jean Franz Mayer († 1936), in Zweitverwendung, um 1870: neugotische Stele mit Zinnenbekrönung und Kreuzaufsatz - in der Leichenhalle: die beiden Assistenzfiguren einer Kreuzigungsgruppe (1846) vom Alten Friedhof | weitere Bilder Fotos hochladen |
| Graulturm                                     | Flösserstraße ohne Nummer Lage                         | 14. Jahrhundert                    | Graulturm der spätmittelalterlichen Stadtbefestigung; runder Stadtmauerturm mit kegelförmigem Steinhelm | Fotos hochladen                |
| Altes Kaufhaus                                | Flösserstraße 2 Lage                                   | 1862                               | Treppengiebelhaus, bezeichnet 1862, im Kern mindestens barock, spätklassizistisch und neugotisch überformt; Wirtschaftstrakt, 19. Jahrhundert | Fotos hochladen                |
| Hofanlage                                     | Flösserstraße 15 Lage                                  | 18. und 19. Jahrhundert            | Dreiseithof, 18. und 19. Jahrhundert; barockes Fachwerkhaus, teilweise massiv, bezeichnet 1750, im Kern wohl um 1700, Gewölbestall 19. Jahrhundert, Ziehbrunnen, bezeichnet 1729 | Fotos hochladen                |
| Keller                                        | Im Weiher, unter Nr. 5; Weingasse, unter Nr. 32 Lage   |                                    | spätgotischer Einstützenraum | BW                             |
| Wegekapelle                                   | Kegelplatz, bei Nr. 1 Lage                             | 1777                               | Wegekapelle, spätbarock, bezeichnet 1777 | Fotos hochladen                |
| Spolie                                        | Kloppgasse, an Nr. 2 Lage                              | um 1300                            | skulptierter Gewölbeschlussstein, um 1300 | Fotos hochladen                |
| Wohnhaus                                      | Kloppgasse 6 Lage                                      | zweite Hälfte des 18. Jahrhunderts | spätbarockes Wohnhaus, teilweise Fachwerk, verputzt, wohl aus der zweiten Hälfte des 18. Jahrhunderts | Fotos hochladen                |
| Hofanlage                                     | Kloppgasse 10 Lage                                     | 17. bis 19. Jahrhundert            | Hofanlage, 17. bis 19. Jahrhundert; barockes Wohnhaus, bezeichnet 1681, Scheune, bezeichnet 1747, Fachwerk aus dem 18. Jahrhundert, Kelterhaus wohl aus dem frühen 19. Jahrhundert | Fotos hochladen                |
| Weingut                                       | Langgasse 8 Lage                                       | 18. und 19. Jahrhundert            | ehemals Gasthof „Zur Krone“; Hofanlage, 18. und 19. Jahrhundert; barocker Winkelbau, teilweise Fachwerk, verputzt, Wirtschaftsgebäude 19. Jahrhundert; straßenbildprägend | Fotos hochladen                |
| Greiffenclauer Hof                            | Langgasse 9 Lage                                       | 16. bis 19. Jahrhundert            | Hofanlage, 16. bis 19. Jahrhundert; Fachwerkhaus, teilweise massiv, im Kern wohl aus dem 16. Jahrhundert, bezeichnet 1714, ein Keller bezeichnet 1555; straßenbildprägend | Fotos hochladen                |
| Hofanlage                                     | Langgasse 10 Lage                                      | 18. und 19. Jahrhundert            | ehemals Gasthaus „Zum Stern“; Hofanlage, 18. und 19. Jahrhundert; barockes Fachwerkhaus, teilweise massiv, Weinkeller bezeichnet 1735, barocke Feierabendbank | BW                             |
| Weingut                                       | Langgasse 18 Lage                                      | 18. und 19. Jahrhundert            | ehemaliges Weingut Huff; repräsentative Dreiflügelanlage, 18. und 19. Jahrhundert; barocker, klassizistisch überformter Walmdachbau, mit älteren Teilen (um 1600), Spolie von 1566; Fachwerknebengebäude | Fotos hochladen                |
| Johannishof                                   | Langgasse 22, Langgasse ohne Nummer, Weingasse 36 Lage | 1940er bis 1960er Jahre            | Johannishof der Weingroßhandlung Doré und Plitzner; weitläufige historisierende Anlage mit teilweise zweigeschossiger Kelleranlage, im Wesentlichen aus den 1940er bis 1960er Jahren, Architekt Bernhard und Franz-Josef Gerharz, später Manfred Romahn | weitere Bilder Fotos hochladen |
| Rathaus                                       | Marktplatz 1 Lage                                      |                                    | im Kern spätgotischer, barock überformter Mansarddachbau mit Schweifgiebel, barocke Allegorien; platzbildprägend | Fotos hochladen                |
| Hofanlage                                     | Marktplatz 10 Lage                                     | 1730                               | Hofanlage; barocker Mansarddachbau, bezeichnet 1730; platzbildprägend | Fotos hochladen                |
| Katholische Pfarrkirche St. Kosmas und Damian | Neugasse 2 Lage                                        | 1887–89                            | neugotische Hallenkirche, 1887–89, Architekt Max Meckel, Frankfurt am Main; spätgotischer Westturm mit romanischen Teilen, Chor 1407; über der Stützmauer des Kirchhofs Friedenssäule 1914/24 | weitere Bilder Fotos hochladen |
| Kronenberger Hof                              | Neugasse 7 Lage                                        | 1732                               | ehemaliger Hof der Reuß von Gundheim; barocker Mansarddachbau, bezeichnet 1732; straßenbildprägend | Fotos hochladen                |
| Spolie                                        | Neugasse, an Nr. 11 Lage                               | 1529                               | Reliefstein, Kurmainzer Wappen, bezeichnet 1529 und 1742 | Fotos hochladen                |
| Synagoge                                      | Querbein 9 Lage                                        | 1861                               | ehemalige Synagoge, kleiner Bruchsteinbau im Rundbogenstil, 1861 | Fotos hochladen                |
| Katholisches Pfarrhaus                        | Schloßgasse 1 Lage                                     | 1719                               | barocker Walmdachbau, bezeichnet 1719; historistisches Majolikarelief in der Art der della Robbia; Torbogen bezeichnet 1719 | Fotos hochladen                |
| Schulhaus                                     | Schloßgasse 2 Lage                                     | 1826                               | ehemaliges Schulhaus; eingeschossiger klassizistischer Putzbau, 1826, eventuell mit älteren Teilen | Fotos hochladen                |
| Evangelische Gustav-Adolf-Kirche              | Schulstraße 3 Lage                                     | 1926/27                            | barockisierender Heimatstilsaalbau, 1926/27, Architekt Heinrich Walbe, Darmstadt | weitere Bilder Fotos hochladen |
| Skulptur                                      | Schulstraße, in Nr. 20 Lage                            |                                    | lebensgroße barocke Figur des hl. Bonifatius | BW                             |
| Wohnhaus                                      | Weingasse 1 Lage                                       | 1700                               | barockes Fachwerkhaus, teilweise massiv, 1700 | Fotos hochladen                |
| Wohnhaus                                      | Weingasse 20 Lage                                      | 1747                               | spätbarocker Krüppelwalmdachbau, bezeichnet 1747 | Fotos hochladen                |
| Wasserbehälter                                | südlich des Ortes; Flur Auf Leimen Lage                | 1926                               | gestaffelte Sandsteinquaderfassade, bezeichnet 1926 | Fotos hochladen                |
| Wegekreuz                                     | westlich des Ortes an der B 41 Lage                    | 1885                               | Sandsteinkruzifix mit Metallkorpus, 1885 | Fotos hochladen                |
| Katholische Wallfahrtskapelle St. Laurentius  | Laurenziberg, hinter Nr. 8 Lage                        | 1707                               | barocker Saalbau, bezeichnet 1707, historisierender Umbau 1906, Architekt August Greifzu, Mainz | weitere Bilder Fotos hochladen |